# Четвърти константинополски събор
Четвърти константинополски събор е название на 2 вселенски събора на християнската църква през 9 век.
Първият се състои през 869 – 870 г. и е признат от Католическата църква, а вторият – през 879 – 880 г. и е признат от Православната църква, но не се включва в списъка на „вселенските събори“, а се смята за поместен. Четвъртият константинополски събор при католиците се счита за VIII вселенски събор. Това дава основание на някои автори да поставят началото на разделението между Западната и Източната църква именно през 9 век, въпреки че формално то настъпва едва 2 века по-късно.
Четвъртият константинополски събор е свикан през 869 г. по инициатива на император Василий I Македонец и римския папа Адриан II. Съборът осъжда Фотий, сваля го от поста на патриарх и обявява за еретично учението за „трихотомии“ (че човек се състои от тяло, душа и дух) и вместо това налага мнението, че човек се състои само от тяло и душа (т.нар. „дихотомия“). Но много от епископите от източните части на Византия (Анатолия), не признават това решение на събора и свикват през 879 г. алтернативно събрание в Константинопол, което възстановява Фотий и осъжда католическата доктрина за Филиокве и същевременно забранява някои допълнения в Никео-цариградския символ на Вярата.
Освен това през 870 г. този събор допуска Българската църква да премине под върховенството на Цариградската патриаршия, ако бъде обособена като отделна архиепископия.